# Alluaudellina himalayensis
Alluaudellina himalayensis är en kackerlacksart som först beskrevs av Gravely 1910.  Alluaudellina himalayensis ingår i släktet Alluaudellina och familjen Nocticolidae. Inga underarter finns listade i Catalogue of Life.